# Specia 8472
Specia 8472 este o specie extraterestră fictivă din serialul de televiziune science fiction Star Trek: Voyager. Specia 8472 este o denumire dată de colectivul Borg. În jocul video multiplayer Star Trek Online, Specia 8472 este denumită Undine.
Când USS Voyager a intrat în contact cu acestea, specia 8472 era angajată într-un război cu unul dintre antagoniștii de lungă durată din Star Trek, Borg. Sunt remarcați pentru că sunt o specie tripedă și telepatică și pentru utilizarea biotehnologiei. Au apărut din ceea ce se numește spațiu fluidic și au purtat un război de succes împotriva colectivului Borg pentru o vreme. Au încheiat pacea cu Federația prin negocieri cu căpitanul Kathryn Janeway de pe nava Flotei Stelare USS Voyager la sfârșitul secolului 24.

## Legături externe
- en Species 8472 la Memory Alpha (site wiki pentru Star Trek)